# Маріо Рігамонті (стадіон)
Стадіон «Маріо Рігамонті» (італ. Stadio Mario Rigamonti) — футбольний стадіон у місті Брешія, Італія, побудований в 1959 році. Є домашнім стадіоном клубу «Брешія».

## Історія
У 1950-х роках муніципалітет міста ухвалив рішення про будівництва нового стадіону, який зміг би замінити застарілий «Стадіум ді Віале П'яве». 
У 1956 році розпочалися роботи з розширення старого наявного на цьому місці стадіону, побудованого в 1928 році, яка закінчилася за 3 роки в 1959 році. Перші ігри на новому стадіоні «Брешія» провела в сезоні 1959/60. Стадіон був названий на честь знаменитого гравця клубу Маріо Рігамонті, який помер у 1949 році.
Для відповідності новим вимоги, які були введені перед сезоном 2010/11 стадіон був реконструйований і його місткість стала становити 16 308 місць.

## Події
8 липня 1997 року на стадіоні пройшов концерт знаменитого британського співака Девіда Боуї.